# アンティータム (空母)
アンティータム (USS Antietam, CV/CVA/CVS-36) は、アメリカ海軍のエセックス級航空母艦で、同級空母としては15番目に就役した。艦名は南北戦争でのアンティータムの戦いに因む。その名を持つ艦としては二隻目。

## 艦歴

### 就役～第二次世界大戦

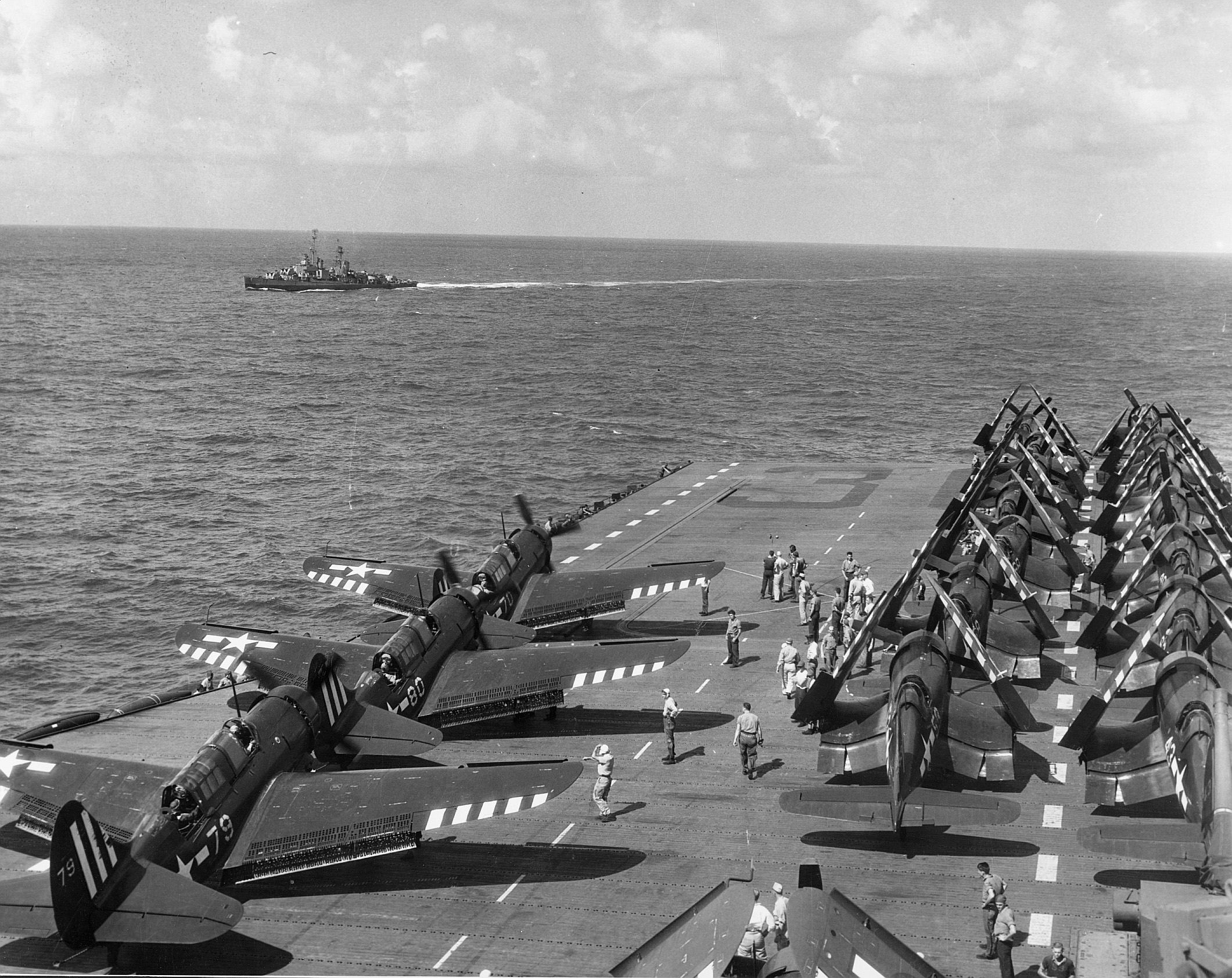
第二次世界大戦中に撮影

「アンティータム」は1943年3月15日、ペンシルベニア州フィラデルフィアのフィラデルフィア海軍造船所で起工した。1944年8月20日、タイディングス夫人（メリーランド州選出上院議員ミラード・E・タイディングスの妻）によって命名・進水し、1945年1月28日にジェームズ・R・ターグ艦長の指揮下で就役する。
「アンティータム」はフィラデルフィア沖での整調訓練を3月2日までに完了し、3月5日にハンプトンローズに到着する。その後3月22日までノーフォークから作戦活動を行い、西インド諸島のトリニダード島に向けてチェサピーク湾を出港する。整調航海が終了すると4月28日にフィラデルフィアに帰還し、5月19日まで修理を行った後出港した。三日後にノーフォークに停泊し、その後駆逐艦「ヒグビー(USS Higbee, DD-806) 」、高速輸送艦「ジョージ・Ｗ・イングラム(USS George W. Ingram, APD-43) 」「アイラ・ジェフリー(USS Ira Jeffery, APD-44) 」と共にパナマ運河に向かう。5月31日にクリストバルに到着し翌日運河を通過、サンディエゴへ向かう。サンディエゴでは6月10日から13日まで停泊し、その後最初の太平洋横断に出航する。「アンティータム」は6月19日に真珠湾に到着し8月12日までハワイ島で訓練部隊の先導を行った。
オアフ島出航から3日後、「アンティータム」は日本の降伏及び戦闘停止を知る。したがって8月19日にエニウェトク環礁に到着したとき、任務が戦闘から日本の占領支援へ変更となった。8月21日に空母「カボット(USS Cabot, CVL-28) 」、護衛駆逐艦と共にエニウェトクを出航した。途中でグアム島のアプラ港に検査のため停泊、8月27日に出港した。沖縄に8月30日、9月1日停泊し、その後上海付近の中国海域に到着した。「アンティータム」は第二次世界大戦中に竣工したものの、実戦任務は経験しなかった。
「アンティータム」は3年ほど極東で活動する。黄海を中心に作戦活動に従事し、「アンティータム」の艦載機部隊は中国北部、満州および朝鮮半島のアメリカ占領軍を支援した。同部隊はその間に中国の国共内戦に対して監視任務に従事する。この期間に黄海から日本本土、沖縄、フィリピンおよびマリアナ諸島をたびたび訪れた。

### 朝鮮戦争

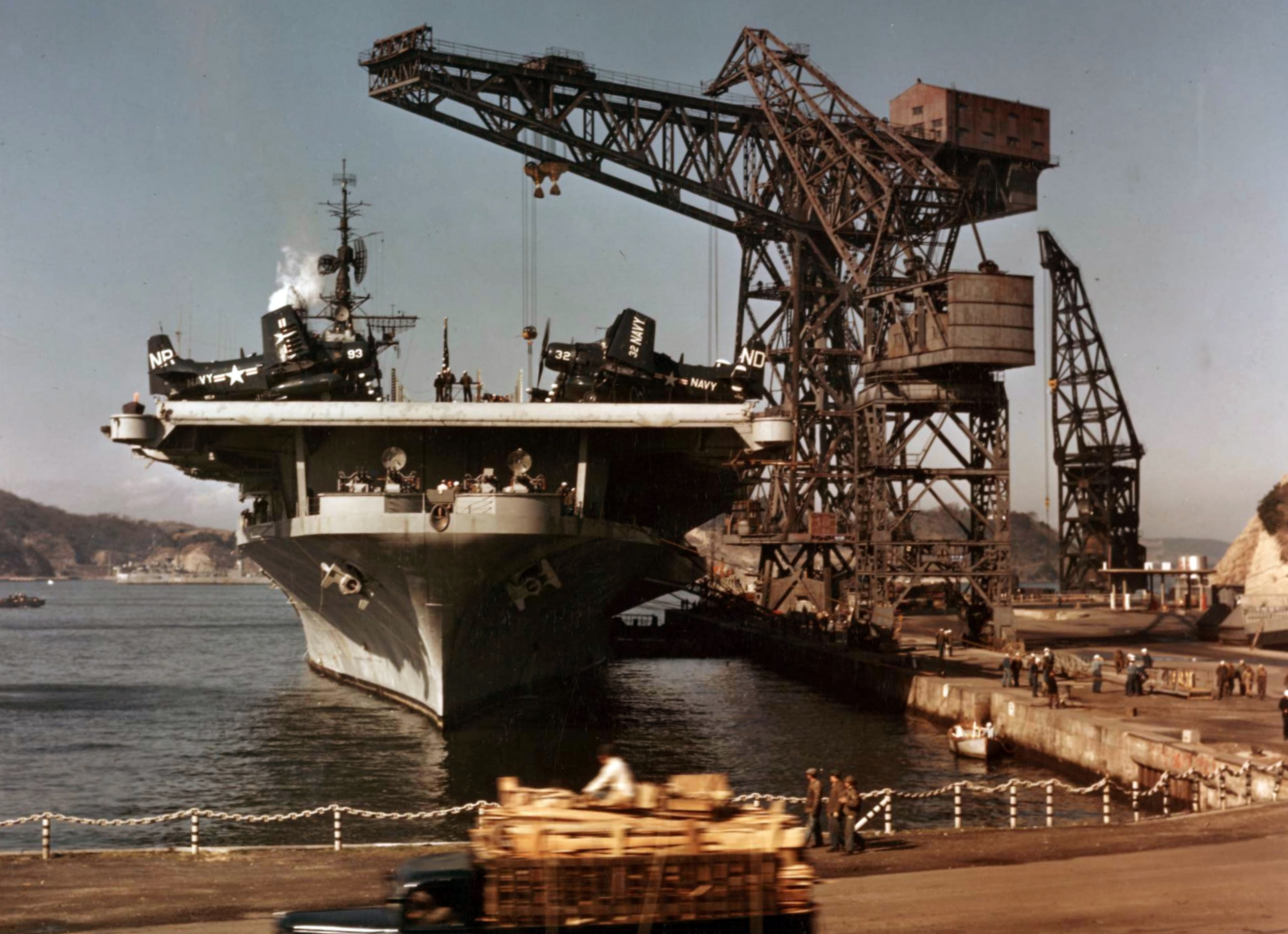
横須賀で補給中(1951年)

海軍の規模縮小の流れを受け、「アンティータム」は同型艦の多くと同様に予備役に編入される。1949年6月21日よりカリフォルニア州アラメダで保管状態に入るが、朝鮮戦争が1950年6月に勃発すると再就役が決定する。12月6日に再就役の準備を始め、1951年1月17日にジョージ・J・デュフェク艦長の指揮下再就役する。
「アンティータム」はアラメダからカリフォルニア沿岸で整調訓練を行い、5月14日にサンディエゴを出港する。真珠湾へ到着した後7月にサンディエゴに帰還し、8月に再び出港、9月8日に真珠湾に到着し、その後極東に向かう。その秋に目的地に到着すると11月後半までに、その艦歴で唯一の戦闘任務に従事する。第77空母機動部隊と共に朝鮮半島沖に四度の展開を行う。その任務の間に横須賀に数度寄港し、搭載航空団は北朝鮮に対する攻撃と国連軍地上部隊に対する支援を始めとする様々な任務を実行した。
1951年11月末から1952年3月中旬まで「アンティータム」の航空団は様々な任務で6,000回に及ぶ出撃を行った。1952年3月21日に横須賀に戻ると、本国への帰還準備を始める。

### 改装およびその後の活動

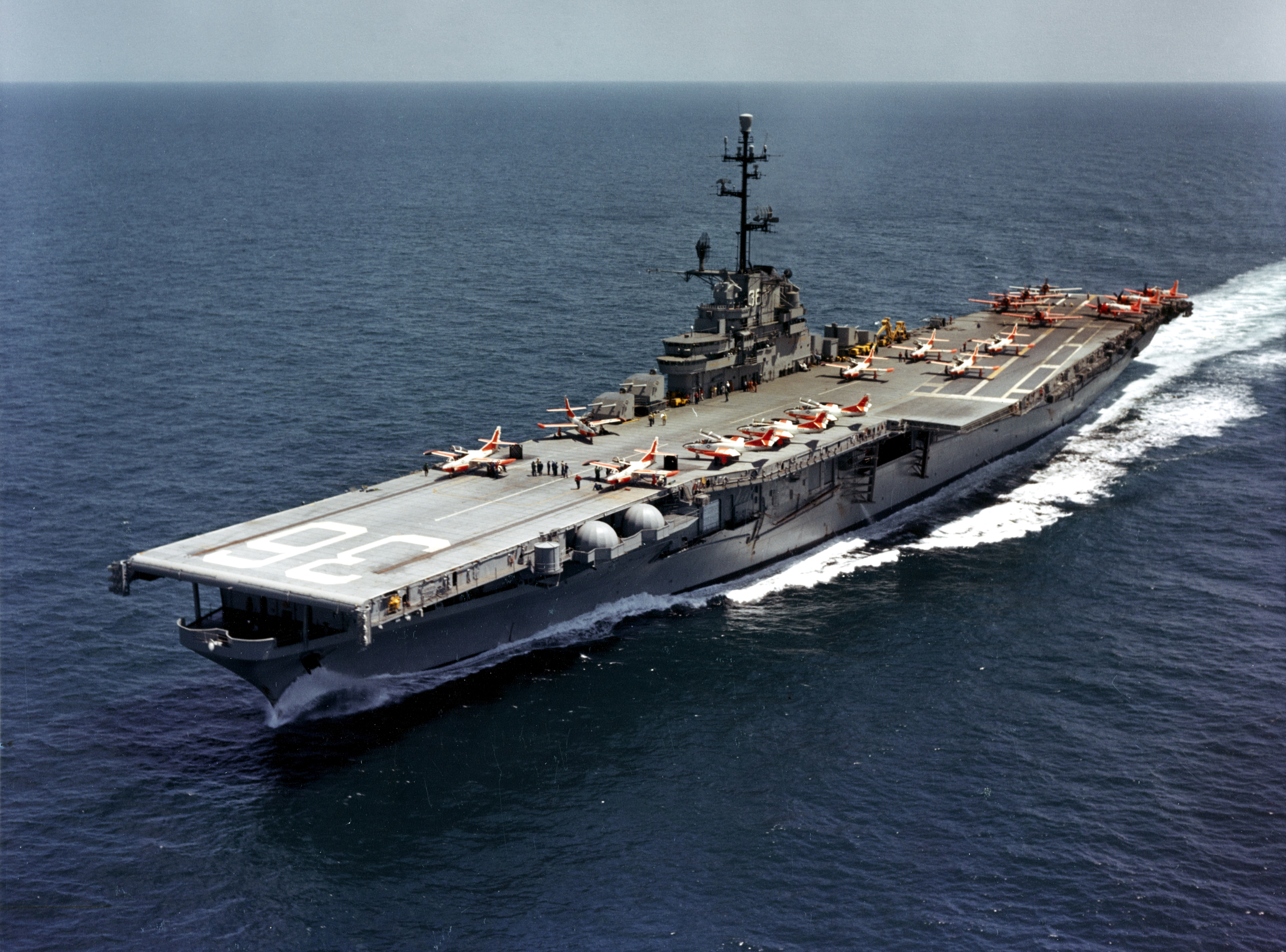
アングルド・デッキを装備(1961年4月19日撮影)

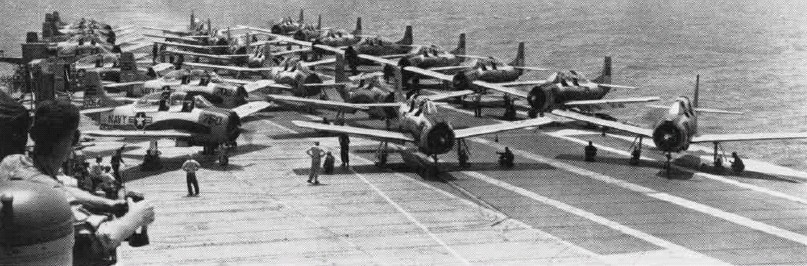
T-28練習機を載せ訓練任務に従事

「アンティータム」は4月に帰国すると太平洋予備役艦隊に再び加わったが、同年夏に再就役し、8月に大西洋艦隊に合流するためパナマ運河を通過した。9月にニューヨーク海軍造船所に入り、アングルド・デッキ装着の改装を受ける。10月に攻撃航空母艦へ艦種変更され、分類番号は CVA-36 となる。改装は12月に完了した。
1955年の始めまでロードアイランド州クォンセット・ポイントから活動し、この間に艦隊及び単独での様々な演習を行う。1953年8月に対潜水艦作戦支援空母として艦種変更され、分類番号は CVS-36 となる。1955年1月に地中海に向けて出航し、3月に第6艦隊に合流する。大西洋艦隊で対潜水艦戦部隊の一部として1956年の秋まで東部海岸に沿って作戦活動を行う。その年の10月、NATOの対潜水艦戦演習参加および親善訪問のため東部大西洋に向けて出航する。オランダのロッテルダムに停泊中にスエズ危機が発生し、オランダ訪問を切り上げアメリカ市民を救助する第6艦隊を支援するためエジプトのアレキサンドリアに向かう。同任務が終了するとイタリア海軍士官を乗艦させ対潜水艦戦演習を先導し、12月22日にクォンセット・ポイントに帰還する。
1957年初めに東部海岸沿いの作戦活動を再開した後、「アンティータム」は1957年4月21日にフロリダ州ペンサコーラの海軍航空訓練基地へ配属される。しかしながらペンサコーラの水深は浅かったためメイポートがそのまま母港として指定された。ほぼ2年にわたってメイポートから海軍の新パイロットと、ベル自動着艦システムを始めとする新型機材のテストを行った。さらに例年の海軍兵学校生の巡航に参加した。
1959年1月にペンサコーラの水路の水深掘り下げ工事が終了した後、「アンティータム」は母港をメイポートからペンサコーラに変更する。その後はペンサコーラを拠点として飛行訓練任務に従事した。1961年9月にはハリケーン・カーラの被災者に対してテキサス沖合で物資の供給と医療支援を提供した。その一ヶ月後にはハリケーン・ハティの被害を受けたイギリス領ホンジュラスに対して医療支援、医師、看護婦及び医療関係者の輸送を行った。その後退役までの四年間を飛行訓練任務で過ごした。1962年10月23日、その任務を空母「レキシントン(USS Lexington, CVS-16) 」と交代し、1963年1月7日に予備役となる。ペンシルベニア州フィラデルフィアに係留された「アンティータム」は1973年5月に除籍され、1974年2月28日にスクラップとしてユニオン・ミネラルズ・アンド・アロイ社に売却された。
「アンティータム」は朝鮮戦争の戦功で2つの従軍星章を受章した。艦名はタイコンデロガ級ミサイル巡洋艦の8番艦へと受け継がれた。

## 艦様上の特徴
「アンティータム」は1952年に行なわれた改装により、アメリカ海軍の空母で初めてアングルド・デッキを装備した。もっとも、これは当時の新技術であったアングルド・デッキの有用性を検証することが目的であり、実験艦としての要素が強かった。他のエセックス級空母のうち数隻はジェット機運用のためのSCB-27A/C改装を受け、これを経てSCB-125改装でアングルド・デッキを装着するに至るが、「アンティータム」の受けた改装はこれらとは異なるもので、第二次世界大戦中のままの姿を維持しながらアングルド・デッキを持つという独特の艦容を持つこととなった。
「アンティータム」を用いた検証によりアングルド・デッキが有望であることが証明され、他のエセックス級およびミッドウェイ級航空母艦へのアングルド・デッキ装備、さらにはフォレスタル級以降の新型空母へのアングルド・デッキ標準装備へとつながった。